# Zamek Leeds

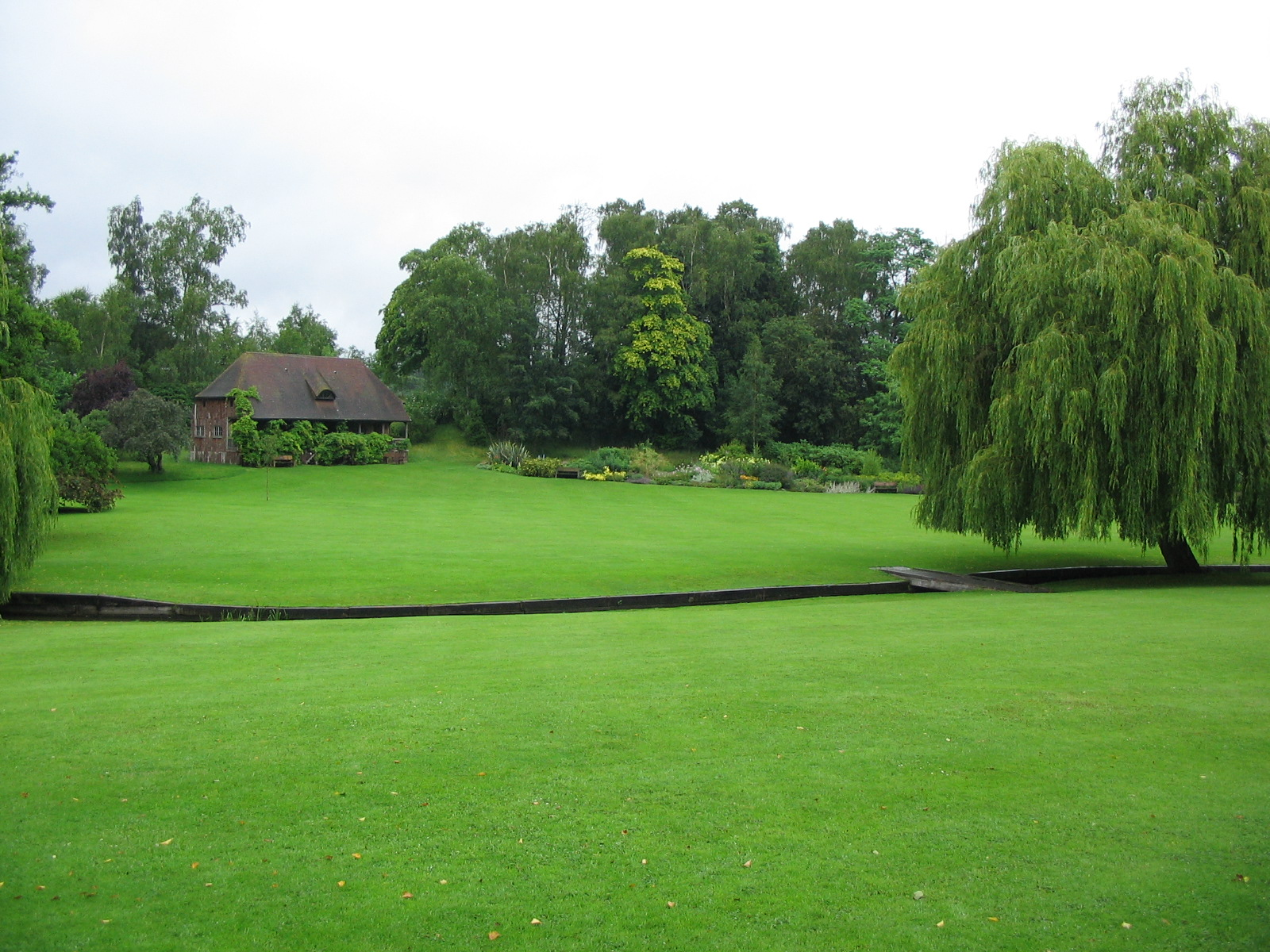
Tereny zielone obok Zamku Leeds

Zamek Leeds (ang. Leeds Castle) – zamek położony w pobliżu miejscowości Maidstone, w hrabstwie Kent w Wielkiej Brytanii. Pochodzi z roku 1119, chociaż na tym samym miejscu już od IX w. znajdowała się saksońska posiadłość ziemska. Został wybudowany przez Roberta de Crevecoeura i od 1278 był rezydencją królewską króla Anglii Edwarda I i jego żony Eleonory kastylijskiej. Rozbudowano wtedy zamek i wprowadzono ulepszenia, np. w barbakanie złożonym z trzech części, z których każda ma własne wejście, most zwodzony, bramę i wrota. Średniowieczny zamek nazywany jest na cześć królowej Eleonory – Gloriette.
Zamek otoczony jest jeziorem i terenami zieleni.Od czasu powstania był stale zamieszkany, a jego obecny wygląd jest wynikiem przebudowań, z których ostatnie nastąpiły w latach 30. XX w.
Nazwa zamku pochodzi od leżącej nieopodal wsi o nazwie Leeds, a nie miasta Leeds, w hrabstwie Yorkshire.